# Ledebouria kirkii
Ledebouria kirkii är en sparrisväxtart som först beskrevs av John Gilbert Baker, och fick sitt nu gällande namn av Brita Stedje och Mats Thulin. Ledebouria kirkii ingår i släktet Ledebouria och familjen sparrisväxter. Inga underarter finns listade i Catalogue of Life.